# Distretto municipale di Kassena-Nankana
Il distretto municipale di Kassena-Nankana (ufficialmente Kassena-Nankana Municipal District, in inglese) è un distretto della Regione Orientale Superiore del Ghana.